# Rolan Gusev
Rolan Aleksandrovich Gusev - em russo, Ролан Александрович Гусев (Asgabate, 17 de setembro de 1977) é um ex-futebolista russo nascido no atual Turcomenistão.

## Carreira
De origem russa, Gusev mudou-se com a família para Moscou aos 9 anos. Iniciou a carreira no Dínamo, em 1997, onde atuaria até 2001 (127 jogos, 22 gols), trocando-o pelo rival CSKA neste ano.
Foi no antigo clube do Exército Vermelho que "Gus" faria mais sucesso: ganhou os três campeonatos russos do clube (em 2003, 2005 e 2006), três Copas da Rússia (2002, 2005 e 2006), artilheiro do Campeonato Russo de 2002 (apesar de ser jogador de meio de campo), empatado com Dmitriy Kirichenko, e o título mais importante, a Copa da UEFA de 2005 (primeiro troféu europeu conquistado por uma equipe russa).

## Final de carreira na Ucrânia

Gusev com a camisa do Arsenal Kiev.

Fora dos planos do CSKA para 2008, Gusev mudou-se para a Ucrânia, sendo contratado pelo Dnipro, atuando em 14 jogos e não marcando nenhum gol. Emprestado ao Arsenal Kiev em 2009, deixou sua marca por duas vezes nas 39 partidas que disputou. Contratado em definitivo em 2011, participou de apenas nove partidas, marcando um gol.
Em 2011, a direção do Arsenal decide não renovar o contrato de Gusev, que sem ter encontrado um novo time para continuar em atividade, resolveu colocar ponto final em sua carreira.

## Seleção Russa
Após passagem pela categoria Sub-21 da Seleção Russa, fez sua estreia no time principal em 2000.
Preterido para a Copa de 2002 pelo técnico Oleg Romantsev, Gusev participaria de dois jogos da Eurocopa 2004, tornando-se o segundo atleta nascido na antiga RSS Turcomena a participar de uma competição oficial da FIFA (Valeriy Broshin foi o primeiro, tendo sido convocado para a Copa de 1990, sendo que este era naturalizado).
Curiosamente, a seleção de seu país natal participaria de seu primeiro torneio como país independente naquele mesmo ano, na Copa da Ásia.